# Albury (Hertfordshire)
Albury è un paese di 6 000 abitanti della contea dell'Hertfordshire, in Inghilterra, a 5 km a ovest di Bishop's Stortford.
Si trova a sud di Little Hadham e a nord di Furneux Pelham.
A nord-ovest del villaggio sorgeva Albury Hall, un palazzo a tre piani creduto di essere stato ricostruito da John Calvert, intorno al 1780, dopo che una precedente casa era stata demolita. Gli succedette suo figlio, anche lui di nome John e anche lui un parlamentare, nel 1808, e i successivi proprietari modificarono la casa, l'esercito la requisì durante la seconda guerra mondiale, e fu demolita intorno al 1950.
C'è una locanda ad Albury, The Catherine Wheel, che risale al 1765. L'edificio originale è stato distrutto da un incendio nel 2004 e un edificio sostitutivo sullo stesso sito è stato riaperto nel 2007. Storicamente ci furono altre quattro locande a Albury, The Fox a Albury End (chiusa alla fine degli anni '70), The Labour in Vain a Church End (chiuso nel 1950), The Royal Oak a Clapgate (chiuso 1985) e Butchers Jolly a Clapgate (chiuso 1900).